# Limites para a Medicina
Limites para a Medicina (em inglês: Limits to Medicine, também conhecido como Medical Nemesis), é um livro de Ivan Illich, publicado pela primeira vez em 1975. Sem definir o que é medicalização, Illich afirmou que a medicina tem vindo a ganhar cada vez mais controlo social sobre a vida das pessoas, levando a efeitos iatrogénicos, com os médicos como principais atores do processo.

## Ideia Central
A ideia central do livro é que a medicina — especialmente a medicina ocidental — não é tão boa e eficaz quanto os médicos dizem. A medicina tem as suas fraquezas inerentes, que muitas vezes são deliberadamente suprimidas pela comunidade médica. O livro começa com a afirmação: "O sistema médico tornou-se uma grande ameaça à saúde".